# Voigtländer

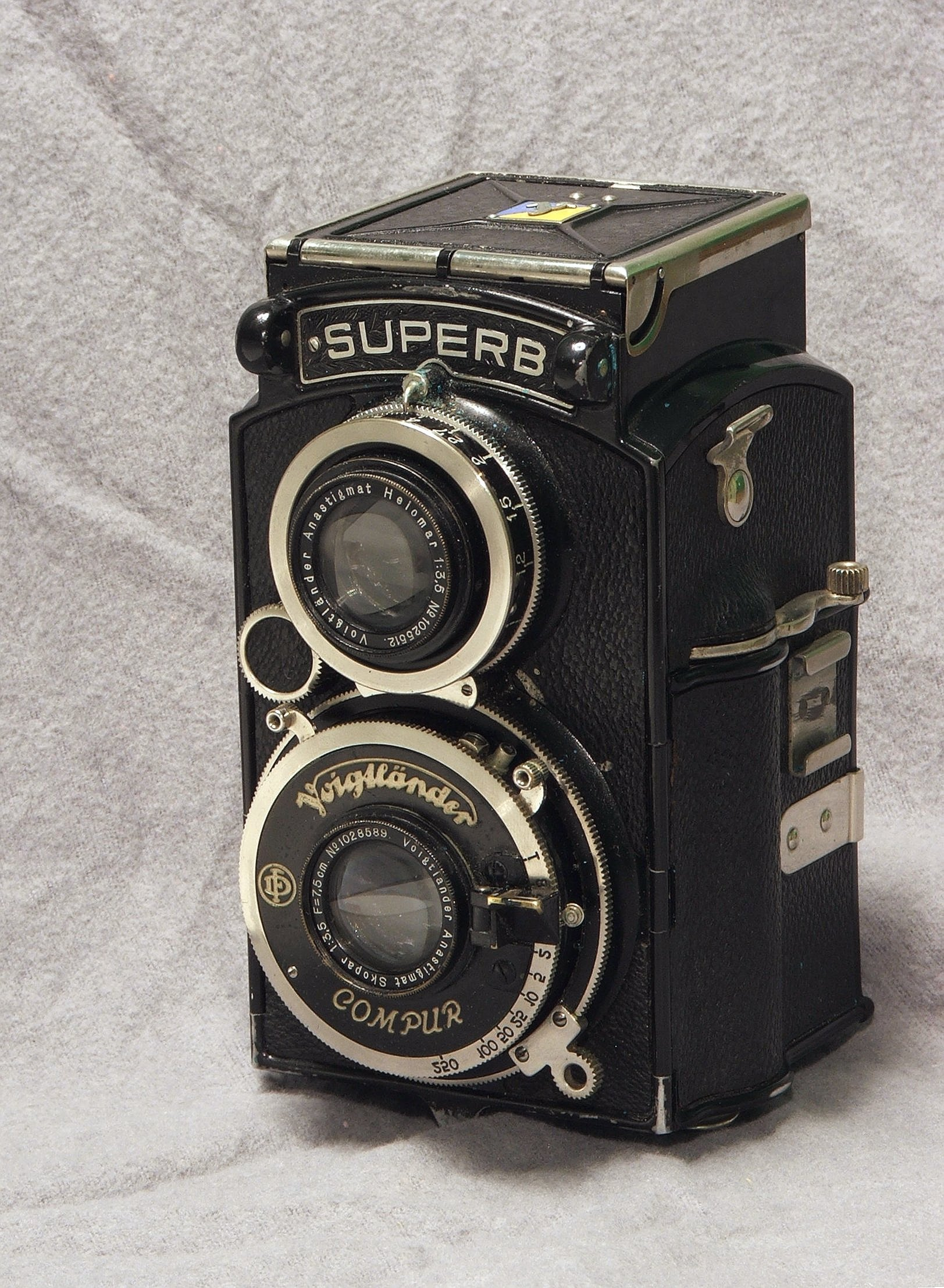
Voigtländer Superb (1935)

Voigtländer var en tysk tillverkare från Braunschweig av kameror och optik. Företaget startades 1756 i Wien, Österrike av Johann Christoph Voigtländer, då som tillverkare av vetenskaplig utrustning. Kameror var fram till 1972 ett av bolagets största tillverkningsområden. Bolaget köptes upp av Zeiss Ikon på 1950-talet, och det var också de som lade ner produktionen 1972. Ett år senare såldes Voigtländer till Rollei. Efter Rolleis kollaps 1982 tog Plusfoto över namnet, och sålde det 1997 till Ringfoto.
Under det sena 1990-talet fick japanska Cosina tillstånd att använda namnet Voigtländer, och namnet Cosina Voigtländer för sina egna objektiv. Sedan 1999 har de använd dessa märken för sina objektiv och kamerahus. I Europa marknadsför Ringfoto dessa produkter samt även billigare film- och digitalkameror med Voigtländer-namnet.